# Secretaría General de Transportes

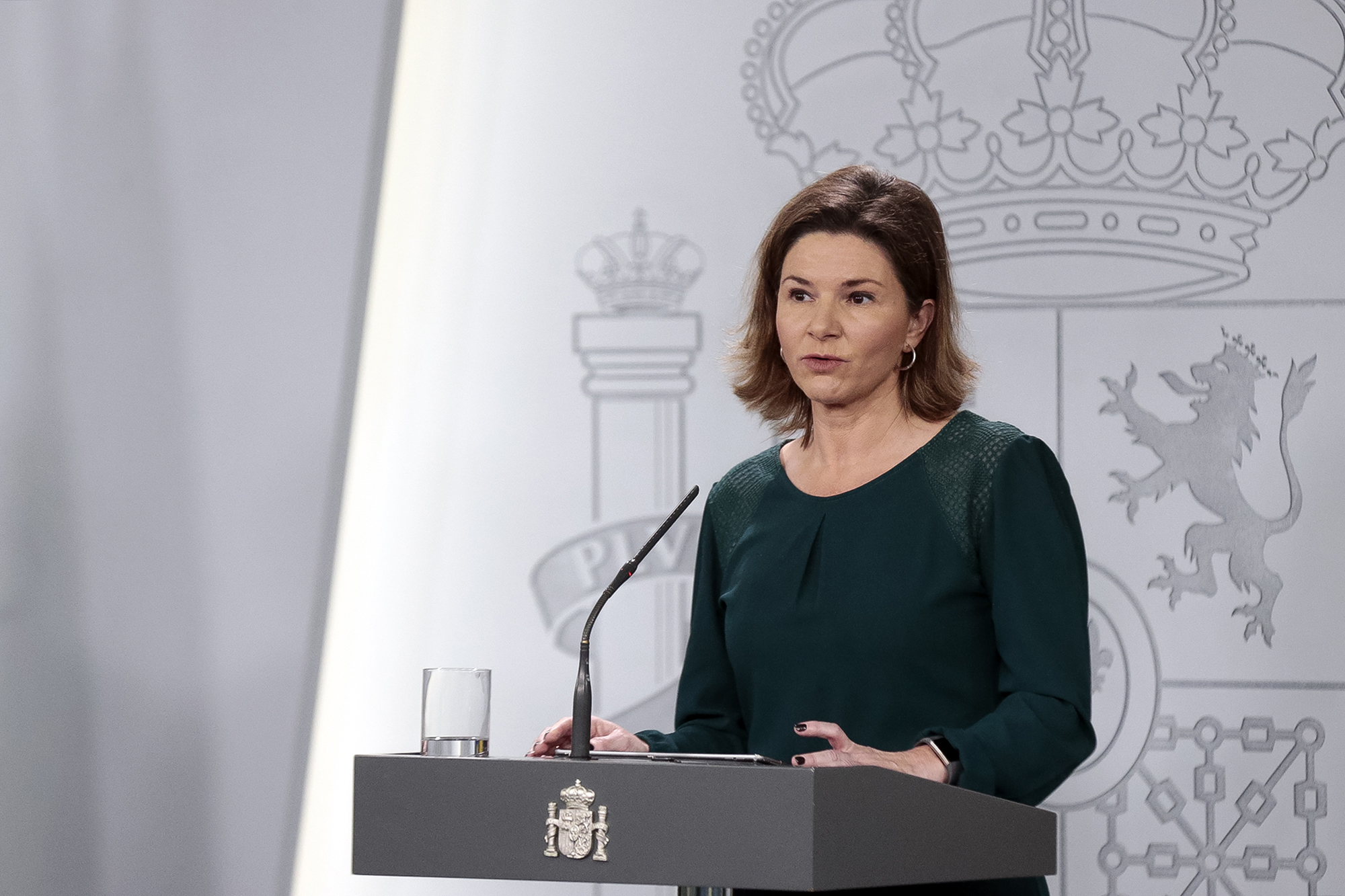
María José Rallo, anterior secretaria general.

La Secretaría General de Transportes, también llamada Secretaría General de Transportes y Movilidad, fue un órgano del Gobierno de España, adscrito al Ministerio de Fomento, responsable de la ordenación general del transporte terrestre, marítimo y aéreo de competencia estatal entre 2004 y 2023.

## Historia
La Secretaría General aparece por primera vez como Secretaría General de Transporte en el primer gobierno de José Luis Rodríguez Zapatero de forma independiente para garantizar «la atención y mejora en el transporte por carretera del soporte orgánico competente en el plano tecnológico», puesto que anteriormente muchas de sus competencias pertenecían la Subsecretaría.
Durante esta primera etapa se componía de las direcciones generales de Transportes por Carretera, de la Marina Mercante y de Aviación Civil y de una división de Prospectiva y Estudios del Transporte, a la que le correspondía el seguimiento de las actuaciones de los órganos directivos dependientes de la Secretaría General de Transportes, el fomento de la relación efectiva con los sectores afectados y el seguimiento e información sobre la política de transportes y sus resultados, así como el seguimiento e información permanente sobre las políticas comunitarias de transportes.
La reforma de junio de 2009 potenció la labor de ordenación de todo tipo de transportes así como procurar su seguridad y calidad mediante la creación de la Secretaría de Estado de Transportes. Esta secretaría de Estado era el órgano superior directo de la secretaría general y además, asumía directamente la Dirección General de Aviación Civil.
El 21 de diciembre de 2011 la secretaría de Estado fue suprimida y la secretaría general pasó a depender de la Secretaría de Estado de Infraestructuras, Transporte y Vivienda bajo la denominación de Secretaría General de Transporte. Con las mismas direcciones generales, la secretaría aumentó su tamaño asumiendo las divisiones de la antigua secretaría de Estado, la División de Prospectiva y Tecnología del Transporte. Desde entonces, se ha mantenido la misma estructura y denominación.
La reforma del Ministerio en 2020, que llevó a su cambio de denominación a Ministerio de Transportes, Movilidad y Agenda Urbana, llevó aparejada el cambio de denominación de este órgano, que pasó a llamarse Secretaría General de Transportes y Movilidad.
Se suprimió en diciembre de 2023, repartiéndose sus competencias entre las nuevas secretarías generales de Transporte Terrestre y de Transportes Aéreo y Marítimo.

## Funciones
El artículo 5 del Real Decreto 362/2017 le otorgaba las siguientes funciones:
- La dirección y coordinación del ejercicio de las competencias de las direcciones generales dependientes de la Secretaría General y la propuesta y formulación de sus objetivos y planes de actuación.
- La asistencia a la Secretaría de Estado en la supervisión de los programas de actuación plurianual y de la gestión de los organismos y entidades adscritos a la misma.
- El control de la ejecución de los programas de inversión de las direcciones generales y la asistencia a la Secretaría de Estado en el control de la ejecución de los programas de inversión de los organismos y entidades adscritos a la Secretaría de Estado, en orden a la consecución de los objetivos fijados, velando por la agilidad y eficacia de los procedimientos de contratación y gestión.
- La adopción de los planes de evaluación del rendimiento del sistema de navegación aérea y aeropuertos en el ámbito de las políticas nacionales y comunitarias, así como el seguimiento de los objetivos a través de los organismos públicos dependientes de la Secretaría General.
- La elevación de propuestas a la Secretaría de Estado de Transportes, Movilidad y Agenda Urbana en relación con la fijación de criterios en los procesos de planificación a que se refiere el artículo 2.1 del Real Decreto.
- La elevación de propuestas a la Secretaría de Estado de Transportes, Movilidad y Agenda Urbana en relación con los planes metropolitanos de movilidad sostenible, en relación con las materias de competencia de todas las Direcciones Generales, Agencias y Entidades Públicas Empresariales dependientes de la Secretaría General.
- La coordinación de la participación de los órganos directivos pertenecientes a la Secretaría General de Transporte en el desarrollo y aplicación de la normativa comunitaria en materia de transportes aéreo, terrestre y marítimo.
- La ejecución de los estudios sectoriales necesarios, con el fin de detectar disfunciones y las necesidades y demandas sociales en el transporte terrestre, aéreo y marítimo.
- La propuesta de los servicios mínimos de carácter obligatorio para asegurar la prestación de los servicios esenciales de transporte terrestre, aéreo y marítimo.

## Estructura orgánica
En su última etapa, de la Secretaría General dependieron los órganos directivos siguientes:
- La Dirección General de Aviación Civil.
- La Dirección General de la Marina Mercante.
- La Dirección General de Transporte Terrestre.
- El Gabinete Técnico.
- La División de Estudios y Tecnología del Transporte.
  - Comisión para la coordinación del transporte de mercancías peligrosas.
  - Comisión para la coordinación del transporte de mercancías perecederas.

### Organismos adscritos
- Agencia Estatal de Seguridad Aérea (AESA).
- Sociedad de Salvamento y Seguridad Marítima (SASEMAR), comúnmente conocida como Salvamento Marítimo.
- Comisión Nacional de Salvamento Marítimo.

## Presupuesto
La Secretaría General de Transportes tenía un presupuesto asignado de 3 508 962 880 € para el año 2023. De acuerdo con los Presupuestos Generales del Estado para 2023 la SGTM participaba en ocho programas:
| Nº Programa                                | Programa | Dotación        | Ref.   |
| ------------------------------------------ | --- | --------------- | ------ |
| 441M                                       | Subvenciones y apoyo al transporte terrestre a través de la Dirección General de Transporte Terrestre       | 2 505 946 050 € | [ 6 ]  |
| 441N                                       | Subvenciones y apoyo al transporte marítimo a través de la Dirección General de la Marina Mercante          | 83 948 920 €    | [ 7 ]  |
| 441O                                       | Subvenciones y apoyo al transporte aéreo a través de la Dirección General de Aviación Civil                 | 573 860 050 €   | [ 8 ]  |
| 453M                                       | Ordenación e inspección del transporte terrestre a través de la Dirección General de Transporte Terrestre   | 24 320 790 €    | [ 9 ]  |
| 454M                                       | Regulación y seguridad del tráfico marítimo a través de la Dirección General de la Marina Mercante          | 36 868 810 €    | [ 10 ] |
| 455M                                       | Regulación y supervisión de la aviación civil a través de la Dirección General de Aviación Civil            | 10 541 280 €    | [ 11 ] |
| 455M                                       | Regulación y supervisión de la aviación civil a través de la Agencia Estatal de Seguridad Aérea             | 82 622 350 €    | [ 11 ] |
| 497M                                       | Salvamento y lucha contra la contaminación en la mar a través de la Dirección General de la Marina Mercante | 189 760 000 €   | [ 12 ] |
| 000X                                       | Transferencias internas a través de la Agencia Estatal de Seguridad Aérea                                   | 1 094 630 €     | [ 13 ] |
| Total presupuesto de la Secretaría General | Total presupuesto de la Secretaría General                                                                  | 3 508 962 880 € |        |

## Titulares
| Nombre | Nombre                    | Mandato             | Mandato                | Partido                                  | Ministro(s)            | Ministro(s)                                                 |
| ------ | ------------------------- | ------------------- | ---------------------- | ---------------------------------------- | ---------------------- | ----------------------------------------------------------- |
|        | Fernando Palao Taboada    | 24 de abril de 2004 | 18 de abril de 2009    | Partido Socialista Obrero Español (PSOE) |                        | Magdalena Álvarez                                           |
|        | José Luis Cachafeiro Vila | 18 de abril de 2009 | 24 de enero de 2012    | Partido Socialista Obrero Español (PSOE) |                        | José Blanco López                                           |
|        | Carmen Librero Pintado    | 24 de enero de 2012 | 23 de junio de 2018    | Partido Popular (PP)                     |                        | Ana Pastor Julián (2012-2016) Íñigo de la Serna (2016-2018) |
|        | María José Rallo del Olmo | 23 de junio de 2018 | 8 de diciembre de 2023 | Partido Socialista Obrero Español (PSOE) |                        | José Luis Ábalos                                            |
|        | María José Rallo del Olmo | 23 de junio de 2018 | 8 de diciembre de 2023 | Partido Socialista Obrero Español (PSOE) | Raquel Sánchez Jiménez |                                                             |